# سفارة لبنان لدى السعودية
سفارة لبنان لدى السعودية هي الممثلية الدبلوماسية العليا لدولة لبنان لدى المملكة العربية السعودية. تقع السفارة في حي السفارات في الرياض.